# Cousinia subpectinata
Cousinia subpectinata là một loài thực vật có hoa trong họ Cúc. Loài này được Mirtadz., Attar & Assadi mô tả khoa học đầu tiên năm 2004.